# Arachnoidella echinophilia
Arachnoidella echinophilia är en mossdjursart som beskrevs av Gordon 1986. Arachnoidella echinophilia ingår i släktet Arachnoidella och familjen Arachnidiidae. Inga underarter finns listade i Catalogue of Life.